# KRC Genk
Koninklijke Racing Club Genk (Koninklijke = královský, obecně známý jako KRC Genk) je belgický fotbalový klub sídlící ve městě Genk. KRC patří k předním klubům Belgie a je tradičním členem belgické nejvyšší soutěže Jupiler League. Je vlastníkem třech mistrovských titulů (1999, 2002, 2011). Mezi další úspěchy patří 4x zisk Belgického poháru (naposledy 2013) nebo účast v Lize mistrů v sezoně 2002/03.
Klub byl založen roku 1923. Klub hraje na stadionu Cristal Arena s kapacitou téměř 25 000 diváků. V klubu působili také čeští hráči Daniel Pudil a Jakub Brabec. Díky mistrovskému titulu v roce 2011 se Racing po druhé v historii kvalifikoval do Ligy mistrů (2011/12). Klub je momentálně nejlépe konkurenceschopný pro historicky nejlepší belgické kluby jako RSC Anderlecht nebo Standard Liège. V sezoně 2018/2019 se dostal do jarní částí Evropské ligy, avšak byl hned v prvním kole vyřazovací části vyřazen klubem SK Slavia Praha po výsledcích 0:0 a 1:4.

## Získané trofeje

### Vyhrané domácí soutěže
- Jupiler Pro League ( 3x )

(1998/99, 2001/02, 2010/11)
- Belgický pohár ( 4x )

(1998/99, 1999/00, 2008/09, 2012/13)
- Belgický Superpohár ( 1x )

(2011)